# Hermann Kreß
Hermann Kreß (23 de julio de 1895 - 11 de agosto de 1943) fue un teniente general alemán durante la II Guerra Mundial que comandó la 4.ª División de Montaña.
En 1938 Kreß fue nombrado al mando del 99.º Regimiento de la 1.ª División de Montaña. Dirigió el regimiento hasta 1943, recibiendo la Cruz de Caballero de la Cruz de Hierro mientras servía en el frente oriental. Después de graves pérdidas en la 1.ª División de Montaña, se le dio el mando de la 4.ª División de Montaña que dirigió como parte del XXXXIX Cuerpo de Montaña en la batalla del Cáucaso. Kreß murió por un francotirador soviético el 11 de agosto de 1943 cerca de Novorossiysk, en la cabeza de puente de Kuban.

## Condecoraciones
- Cruz de Caballero de la Cruz de Hierro el 20 de diciembre de 1941 como Oberst (coronel) y comandante del Gebirgsjäger-Regiment 99[2]